# Aegiphila goeldiana
Aegiphila goeldiana là một loài thực vật có hoa trong họ Hoa môi. Loài này được Huber & Moldenke mô tả khoa học đầu tiên năm 1933.